# 明溫公主
明溫公主（韓語：명온공주，1810年11月9日—1832年7月10日），朝鮮純祖李玜與純元王后金氏長女，孝明世子李旲之妹。

## 生平
純祖十年（1810年）十月十三日誕生，八歲受封明溫公主，十四歲下嫁東寧尉金賢根。純祖三十二年（1832年）六月十三日逝世，得年二十三歲。

## 家庭
- 夫：金賢根（1810年－1868年），字聖希，本貫為安東。金尚容八世孫，金漢淳之子[4]。另有三名庶子
  - 嗣子：金炳三（1831年－1910年），字卿文，金賢根族兄金泰根次子，大韓帝國末年贈內部大臣。有一女適李碩永，另以金德圭為嗣子
  - 媳婦：楊州趙氏（1830年－1916年），趙有淳之女，外祖徐稷修

## 附註
1. ↑  . 1984: 1127–1128.
2. ↑  .   [2013-08-20]. （原始内容存档于2019-09-22）.
3. ↑  《明溫公主墓表石陰記》我聖上三十有二年壬辰六月十有三日戊子。明溫公主卒。距其生庚午十月十有三日。僅二十有三歲。……公主我聖上長女。我中官殿下所生也。八歲受封號。十四。釐降于東寧尉安東金賢根。……
4. ↑  《東寧尉金公墓表》……謹按公諱賢根字聖希。安東人。仙源文忠公諱尙容八代孫也。考諱漢淳。工曹判書贈領議政。妣贈貞敬夫人平山申氏愨之女。祖諱履陽吏曹判書致仕贈領中樞。曾祖諱憲行判官贈領議政。公以純祖庚午生。十四尙公主授東寧尉。……晩年守制結城墓側。病甚。家人請還京第醫治不能得。伯氏涕泣力勸而後乃行。入闉六日而卒。戊辰八月二十五日也。訃聞上雲悼。特贈上相。賵以東園副器。庀喪葬如典。……